# Robert Kinkel
Bob Kinkel (nacido en Búfalo, Nueva York) es un ingeniero de sonido y teclista profesional. 

## Carrera
Su primer trabajo profesional fue en la compañía Record Plant Studios en la ciudad de Nueva York, donde asistió en la producción de bandas como The Who, Aerosmith y Genesis.
Actualmente se encuentra adelantado el proyecto Trans-Siberian Orchestra junto a Paul O'Neill y Jon Oliva, desempeñándose como teclista, corista y directos musical en las presentaciones en vivo del grupo.